# Acid hydrofluoric
Acid fluorhydric là một dung dịch của hydro fluoride (HF) trong nước. Cùng với hydro fluoride, acid fluorhydric là một nguồn fluor quý giá, là chất tiền thân của nhiều dược phẩm, polymer (ví dụ teflon), và phần lớn các chất tổng hợp có chứa fluor. Người ta biết đến acid này nhiều nhất là khả năng hòa tan thủy tinh của nó do acid này tác dụng với SiO2, thành phần chính của thủy tinh.
Bởi tính chất phản ứng mạnh với kính, acid hydrofluoric thường được lưu chứa trong các bình nhựa polyethylene hoặc teflon. Nó cũng đặc trưng bởi khả năng hòa tan nhiều kim loại và oxide .